# Голова Ради міністрів Автономної Республіки Крим
Голова Ради міністрів Автономної Республіки Крим — очільник Ради міністрів Автономної Республіки Крим. Призначається на посаду за погодженням з Президентом України.
Перелік «прем'єр-міністрів Криму»:
- Віталій Володимирович Курашик (22 березня 1991 — 20 травня 1993)
- Борис Іванович Самсонов (20 травня 1993 — 4 лютого 1994)
- Юрій Олександрович Мєшков (4 лютого 1994 — 6 жовтня 1994)
- Анатолій Романович Франчук (6 жовтня 1994 — 22 березня 1995)
- Анатолій Иванович Дроботов (22 березня 1995 — 31 березня 1995)
- Анатолій Романович Франчук (31 березня 1995 — 26 січня 1996)
- Аркадій Федорович Демиденко (26 січня 1996 — 4 червня 1997)
- Анатолій Романович Франчук (4 червня 1997 — 25 травня 1998)
- Сергій Володимирович Куніцин (25 травня 1998 — 25 липня 2001)
- Валерій Миронович Горбатов (25 липня 2001 — 29 квітня 2002)
- Сергій Володимирович Куніцин (29 квітня 2002 — 20 квітня 2005)
- Анатолій Сергійович Матвієнко (20 квітня 2005 — 21 вересня 2005)
- Анатолій Федорович Бурдюгов (23 вересня 2005 — 2 червня 2006)
- Віктор Тарасович Плакіда (2 червня 2006 — 17 березня 2010)
- Василь Георгійович Джарти (17 березня 2010 — 17 серпня 2011)
- Могильов Анатолій Володимирович (8 листопада 2011 — 27 лютого 2014)
- Аксьонов Сергій Валерійович (самопроголошений та призначений російською окупаційною владою, з 27 лютого 2014[2])